# ريتا تيكسيرا
ريتا تيكسيرا (بالبرتغالية: Rita de Cássia Peres Teixeira Zanata) (22 أبريل 1960 - ) هي لاعبة كرة طائرة برازيلية. شاركت في الألعاب الأولمبية الصيفية 1980.

## وصلات خارجية
- ريتا تيكسيرا على موقع أوليمبيديا (الإنجليزية)